# JEDEC
JEDEC固态技术协会是固态及半导体工业界的一个标准化组织，它由约300家公司成员组成，约3300名技术人员通过50个不同的委员会运作，制定固态电子方面的工业标准。JEDEC曾经是电子工业联盟（EIA）的一部分：联合电子设备工程委员会（Joint Electron Device Engineering Council，JEDEC）。1999年，JEDEC独立成为行业协会，抛弃了原来名称中缩写的含义，目前的名称为JEDEC固态技术协会（JEDEC Solid State Technology Association）。

## 起源
JEDEC在20世纪初曾经是联合电子管工程委员会（Joint Electron Tube Engineering Council），它为电子管制定标准，编码并统一型号。随着晶体管的发明，半导体工业界需要一个统一的标准制定和管理者，1958年，电子工业联盟（EIA）和美國電氣製造商協會（NEMA）联合成立了JEDEC来开发半导体器件标准（NEMA于1979年退出）。
JEDEC早期的工作是制定半导体器件编码，保证厂商之间产品的互换性。很多二极管和三极管至今仍在使用JEDEC的编号。JEDEC也曾经制定了集成电路的编码系统，但是没有能够被厂商广泛接受。

## JEDEC文檔

靜電敏感警告標記就是由JEDEC發布，並得到了廣泛使用。

JEDEC所發布的文檔分為JEDEC標準（JESD）、工程公報（JEB）、嘗試性標準（TENTSTD）、工程規範（JES）、出版物（JEP）以及早期的EIA標準。此外，JEDEC還與其他標準化組織推出一些聯合標準、規範和工業指導，如IPC-JEDEC標準。
所有的JEDEC標准都可以直接從其網站免費獲取。

### 記憶體相關標準
JEDEC發布了若干和記憶體相關的標准。JC-11委員會（機械、封裝、外觀相關技術）維護的JESD-95標準定義了記憶體插槽的物理和機械規範。JC-42委員會（記憶體相關技術）維護的JESD-21C標準定義了記憶體的電氣性能要求。大多數JEDEC的標準以裝訂好的出版物形式發行，當標準進行修訂後，整本標準會被重新印刷。但是由於JESD-21C修訂過於頻繁，JEDEC只好使用活頁夾來發行這個標準。

## 现状
1997年电子工业联盟改组，随后1999年秋，JEDEC成为独立行业协会，但是仍然是EIA的6个分支机构之一。至2009年，JEDEC的主席为约翰·J·凯利律师。